# Лаура Риохас де Колосио, Ескуела (Незавалкојотл)
Лаура Риохас де Колосио, Ескуела (шп. Laura Riojas de Colosio, Escuela) насеље је у Мексику у савезној држави Мексико у општини Незавалкојотл. Насеље се налази на надморској висини од 2246 м.

## Становништво
Према подацима из 2010. године у насељу је живело 18 становника.

### Хронологија
| Година       | 2000 | 2005 | 2010 |
| ------------ | ---- | ---- | ---- |
| Становништво | 2    | 5    | 18   |

### Попис
| # | Индикатор                     | Вредност |
| - | ----------------------------- | -------- |
| 1 | Укупно домаћинстава           | 2        |
| 2 | Укупно насељених домаћинстава | 2        |
| 3 | Величина локације             | 1        |